# شعب الأكها

علم شعب الأكها في تايلاند

شعب الأكها هم شعب ينتمي لقبائل التلال الأصلية التي تسكن قرى صغيرة في أعالي جبال تايلاند وبورما ولاوس ومقاطعة يونان الصينية. قدم شعب الأكها من الصين إلى جنوب شرقي آسيا في مطلع القرن العشرين الميلادي. فلقد سببت الحروب الأهلية في بورما ولاوس إرتفاعًا في تدفق أعداد المهاجرين من شعب الأكها، فيعيش الآن قرابة 80,000 منهم في كل من تشاينغ راي وتشاينغ ماي، المقاطعات الشمالية لتايلاند. وتعد قبيلة الأكها واحدة من أكبر قبائل التلال الأصلية. ويمكن للسياح زيارة العديد من قراهم خلال الرحلات السياحية التي تنظم في هذه المدن.
يتحدث شعب الأكها لغة الأكها وهي لغة تنحدر من فروع لغة «اللولويش» وهي لغة من عائلة اللغات التبيتية البورمية. تنتمي لغة الأكها عن قرب للغة «ليسو» (لغة نغمية من اللغات التبتية البورمية يتحدثها سكان يونان الصينية) ويعتقد أن الأكها كانت تنتمي في السابق إلى قبائل «اليي» التي تعيش على الصيد وهم الشعب الذي حكم سهول «باوشان» و«تينج تشونج» في يونان الصينية قبل غزو أسرة مينغ لها عام 1644م.

## الأصول
أجمع العلماء على أن أصول شعب الأكها تنحدر من الصين ولكنهم اختلفوا عما إذا كان الموطن الأصلي لهم هو المناطق الحدودية للتبت كما يزعم شعب الأكها أم أن موطنهم الأصلي كان في جنوب وشرق مقاطعة يونان الصينية وهي أبعد منطقة شمالية سكنها شعب الأكها المعاصر. تشير السجلات التاريخية إلى وجود علاقات بين شعب الأكها وشان أمير «كينجتون» مما يدل على وجودهم في شرقي بورما منذ مطلع ستينات القرن التاسع عشر. نزح العديد من شعب الأكها إلى تايلند عن طريق بورما في بداية القرن العشرين هربًا من الحروب الأهلية التي استمرت عقودًا في بورما.

## توزيع السكان الأصليين وحالتهم

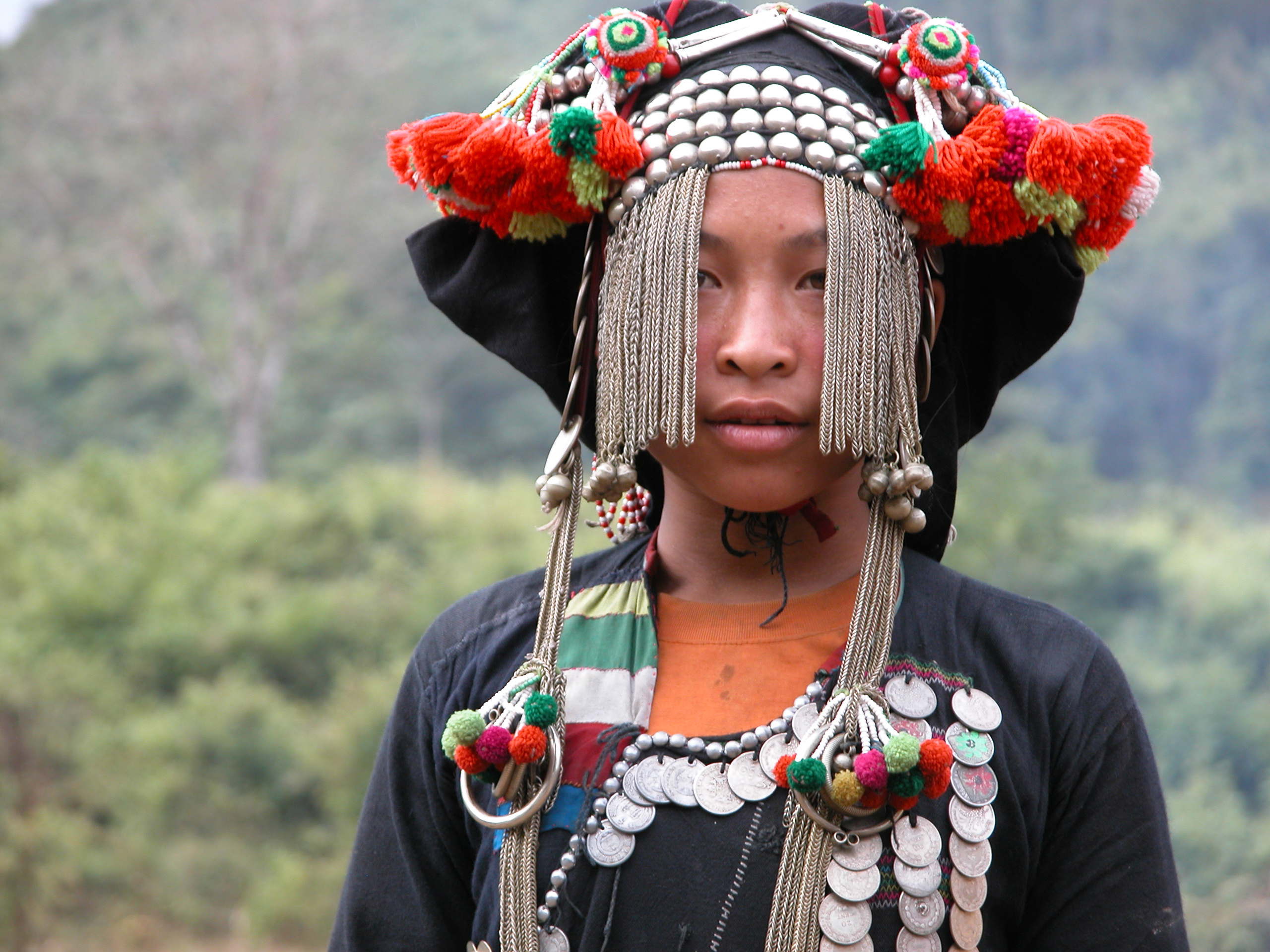
فتاة من شعب الأكها في لاوس

يسكن شعب الأكها في جبال الصين الجنوب غربية وشرقي مينامار وغرب لاوس وشمال غربي فيتنام وشمال تايلاند. ويعد شعب الأكها أقلية عرقية في جميع هذه البلدان. يصل تعداد سكان شعب الأكها اليوم إلى قرابة 400,000 نسمة. ولكنه لوحظ تناقص في مساحات قرى شعب الأكها في تايلاند منذ ثلاثينيات القرن العشرين ويعزى هذا التناقص إلى تدهور الوضع البيئي والاقتصادي في هذه الجبال.
تصنف الحكومة الصينية شعب الأكها على أنهم فرع من فروع مجموعة الهان العرقية وهي أقلية وطنية رسمية في الصين. يرتبط شعب الأكها مع شعب الهان إلى حد كبير ولكنهم يعتبرون أنفسهم مجموعة عرقية مختلفة وغالبًا ما يعارضون إدراجهم تحت هوية الهان. أما في تايلند فإنهم يصنفون كواحدة من قبائل التلال الست وهو مصطلح أطلق على كل الشعوب القبلية المختلفة التي هاجرت من الصين والتيبت خلال القرون الماضية القريبة وجميع من يقطن في الغابات الكثيفة التي تقع على الحدود بين تايلاند ولاوس وبورما. قلائل هم المسجلون من شعب الأكها كمواطنين في تايلاند فالأغلبية مسجلون كأجانب. لا يوجد هنالك محاولات لتحسين وضع البنى التحتية أو الوضع السياسي لمساعدة شعب الأكها أو لإيجاد حلول للمشاكل التي يعاني منها السكان الأصليون في تايلاند.
لا يتلقى شعب الأكها دائمًا المعاملة السويه من شعوب البلدان التي يقطنون مناطقها حاليًا. فينعت متحدثي لغة التاي الذين يعيشون في ماينمار وتايلاند شعب الأكها «بإقاو» أو «كاو» وهي مصطلحات ينظر إليها شعب الأكها على أنها مصطلحات ازدراءيه.
أما في لاوس فإن المصطلح العامي الذي يشير به متحدثي لغة التاي لشعب الأكها هو «كو» وغالبًا تسبقة كلمة «كا» والتي تعني عبد في لغة التاي.

## قرى الأكها وثقافتهم
القرية التايلندية ماي شان تاي الكائنة في مقاطعة ماي سياي في محافظة شيانق راي هي من أكثر القرى تحضرًا.
ونظرًا للتغيرات الاجتماعية والمبادئ الأفكار الغربية االرأسمالية، فإن المحاولات المستمرة للمحافظة على الجوانب الثقافية لحياة الأكها تزداد صعوبة
بغض النظر عن هذه التحديات فإن شعب الأكها مازال يمارس العديد من عاداته بنجاح. يفتقر شعب الأكها إلى نظام طبقي صارم ويعتبر مجتمع مساواة. المعيار الأساسي للاحترام بين أفراد الأكها هو على حسب العمر والخبرة وليس على حسب الطبقة الاجتماعية. تربط صلة النسب القائمة على الانتساب الأبوي والزواج بالأجانب مجتمع الأكها مع غيره من المجتمعات. كما وقد تتراوح بنى القرى من تقليدية بحتة إلى بنى ذات طابع غربي اعتمادًا على قربها وبعدها من المدن الحديثة. ويبني شعب الأكها قراهم كسائر قبائل التلال الأخرى في أعالي الجبال.
تبنى مساكن الأكها عادةً من جذوع الأشجار والخيزران والقش، وهي على نوعين: بيوت منخفضة تبنى على الأرض وبيوت مرتفعة تبنى على ركائز متينة ترفعها عن سطح الأرض. لا يبني شعب الأكها شبه البدوالرحل أو الذين لم ينقلوا إلى مواقع دائمة يسكنون فيها بعد، منازلهم كمنازل للإقامة الدائمة بل ينقلون بيوتهم من أماكن إلى أخرى باستمرار. يقول البعض أن هذا التنقل يجعل المساكن تبدو وكأنها هشة وواهية غير أنها في الحقيقة مبنية بناءً جيدًا كما برهنته عبر الأجيال.
تزود المداخل إلى كل قرى الأكها ببوابة خشبية تزينها نقوش معقدة لرسومات لرجال ونساء من كلا الجانبين وتعرف ببوابة الروح. وتجسد هذه البوابة الانقسام بين ما هو داخل القرية من سيطرة الرجال والحيوانات المستأنسة وما هو خارج القرية من عالم للأرواح وحياة برية. تعمل هذه البوابات في نظرهم على طرد الأرواح الشريرة واستقطاب الطيبة منها. وتُرى المنحوتات على أسطح بيوت القرويين كمقياس آخر للتحكم بتدفق الأرواح.
تفصل المنازل حسب النوع الجنسي فهنالك مناطق محددة للرجال ومساحات مشتركة. ويقال إن هذا التقسيم وضع ليحاكي عمل البوابة. هنالك ملمح هام آخر وجد في غالبية قرى الأكها وهو عبارة عن أرجوحة طويلة تستخدم في احتفال سنوي يتعلق بخصوبة الأرز. يبني الأرجوحة سنويًا رجل كبير في السن يسمونه دوزوه ماه.

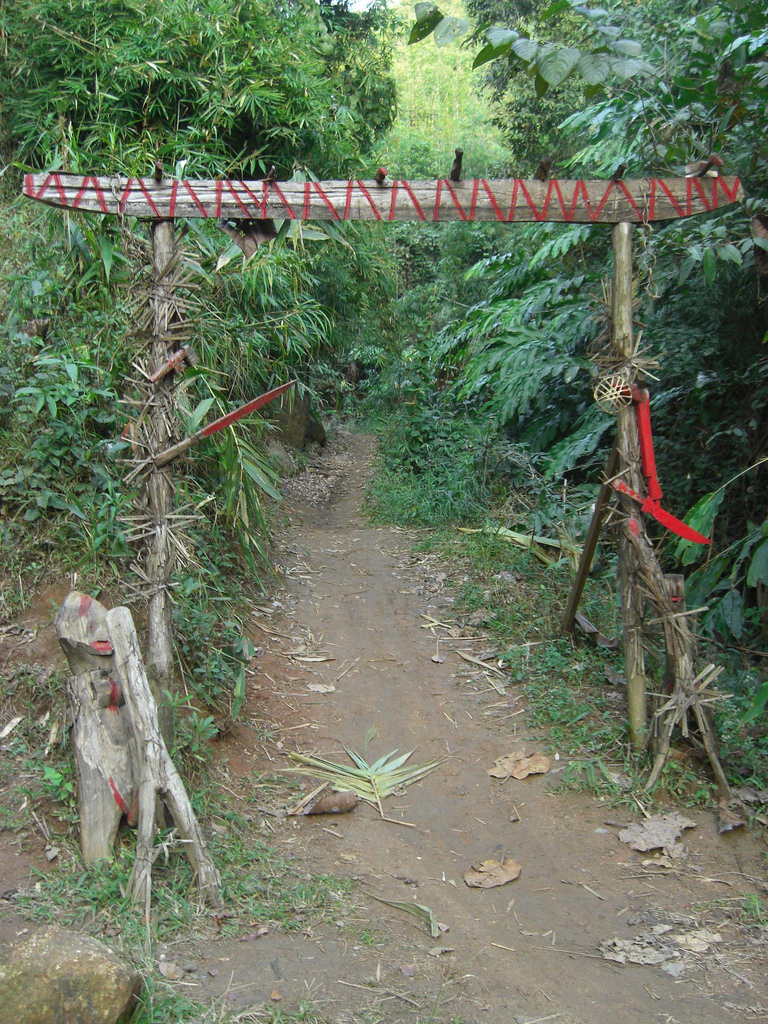
صورة لبوابة الأرواح لقرية من قرى الأكها في تايلاند
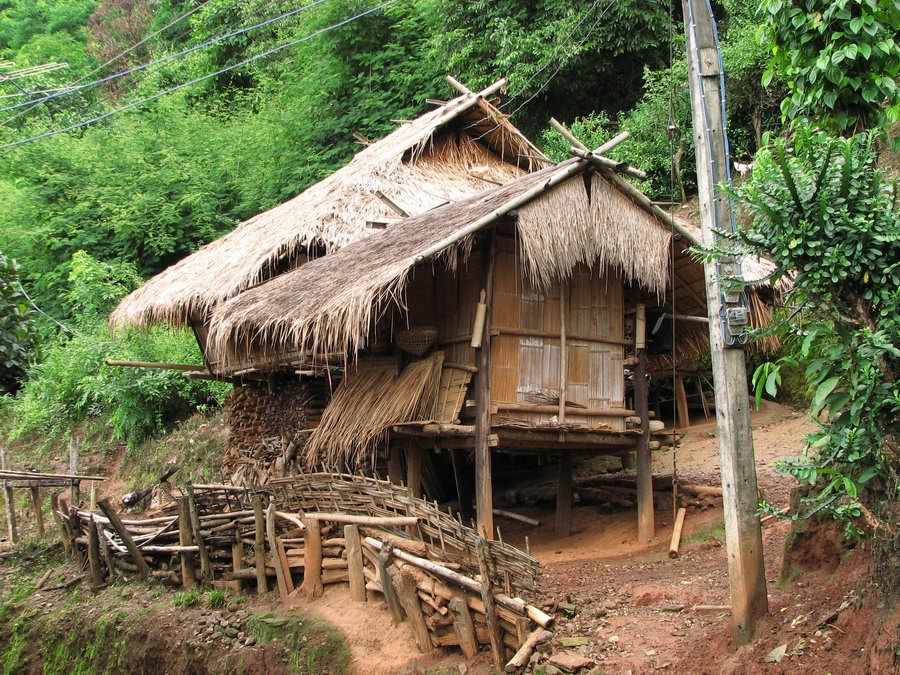
كوخ من أكواخ شعب الأكها
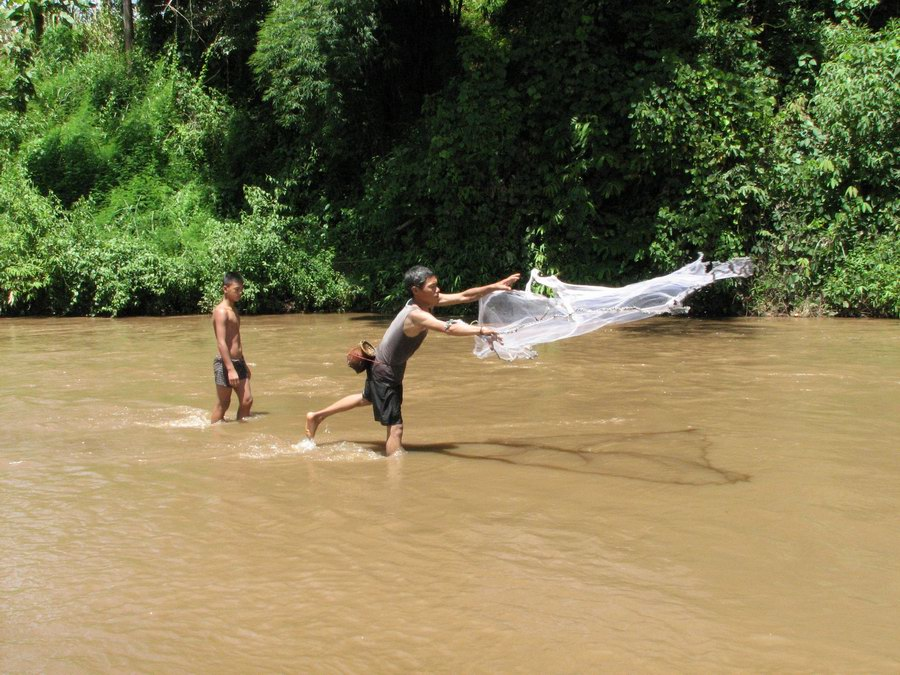
صيد الأكها
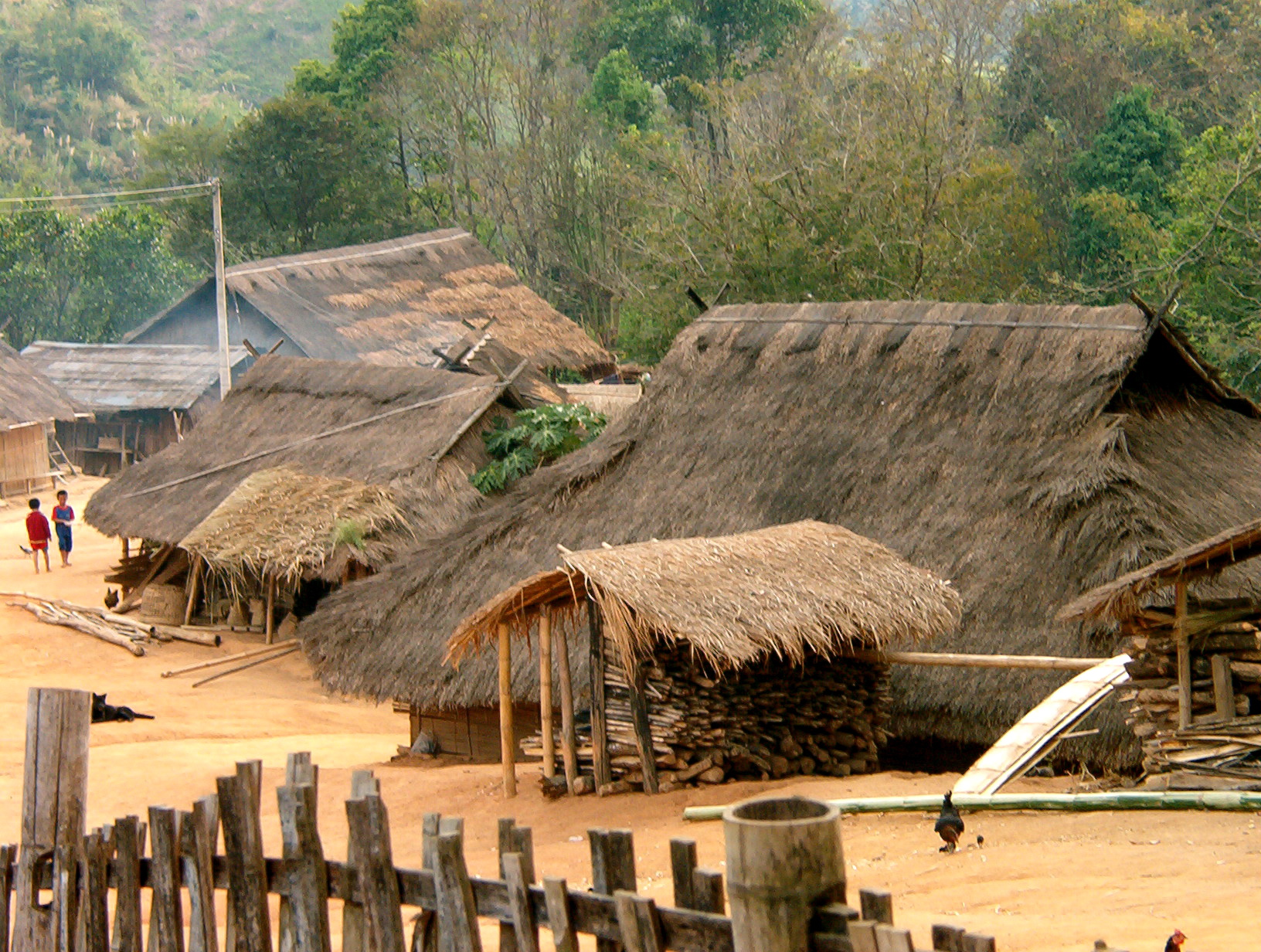
قرية تايلاندية يقطنها شعب الأكها ذات أسقف مبنية من القش
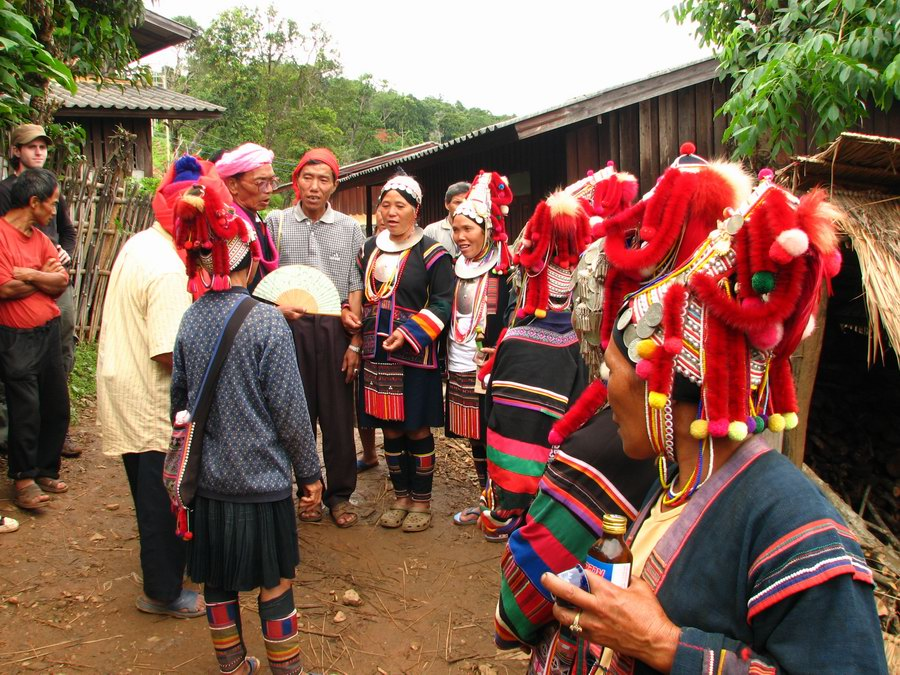
مراسم العزاء الخاصة بشعب الأكها

## الاقتصاد التقليدي
كانت الزراعة مورد الرزق التقليدي لشعب الأكها ولاتزال كذلك حتى يومنا هذا. فيزرعون محاصيل متنوعة مثل حبوب الصويا والخضروات. ويعد الأرز من أبرز المحاصيل الزراعية لما له من أهمية ثقافية وشعائرية. يزرع شعب الأكها في الغالب الأرز الذي يزرع في الأراضي الجافة فيعتمد على مياه الأمطار فقط للحصول على الرطوبة، وغير أن في بعض القرى هنالك وسائل لري حقول الأرز.
كما يربي شعب الأكها الماشية بما في ذلك الخنازير والدجاج والبط للاستفادة منها لصناعة منتجاتهم الثانوية. يرعى قطعان الماشية الأطفال في الغالب. اما النساء فتجمع الأعشاب من الغابات المحيطة والبيض والحشرات التي قد يأكلوها أحيانًا أو قد يستخدمونها لأغراض طبية. يصطاد الرجال والنساء الأسماك عادةً من البحيرات المحلية والأنهار. ويوضع في بعض القرى أشجار صمغ على أمل أن تعيش فيها مستعمرة نحل فيتمكنون من الاستفادة من عسلها. كما أن الأكها شعب لديه مهارة عالية في الصيد.

## المعتقدات

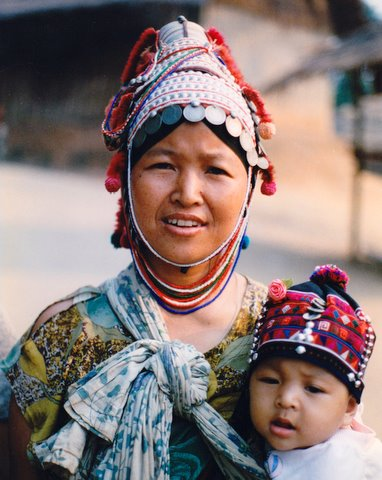
امرأة من شعب الأكها تحمل طفلًا)

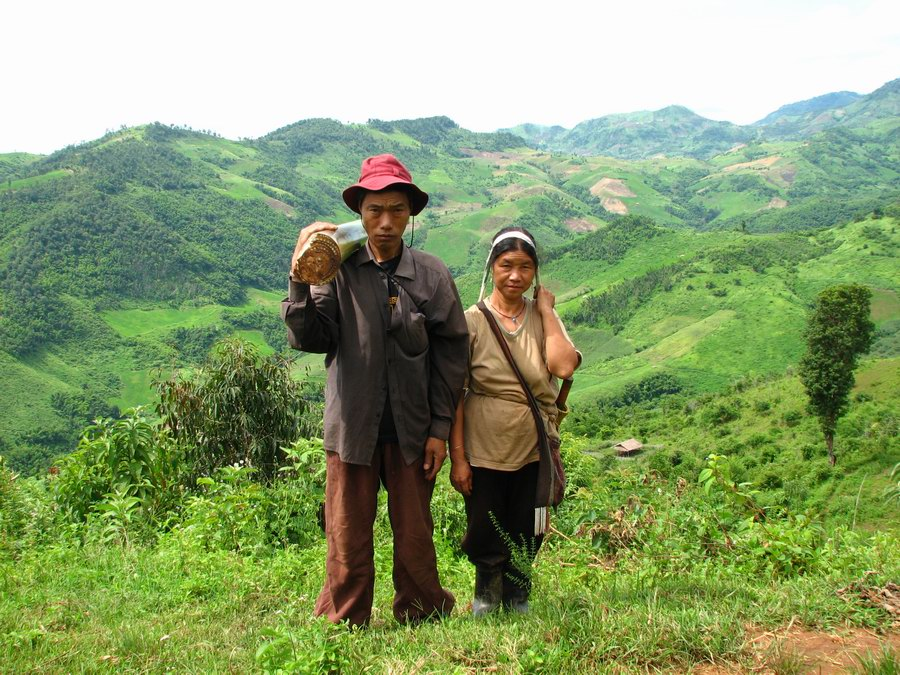
زوج يحمل جذع من الموز ليطعمه للخنازير

توصف ديانة شعب الأكها «زاهف» بأنها خليط بين عبادة الأرواح والأجداد مما يؤكد علاقة الأكها مع الأرض ومكانتهم في عالم الطبيعة ودورتها. بالرغم من أن طقوس وإيمان الأكها يتضمن كل هذه العناصر إلا أن الأكها غالبًا ما يرفضون التصنيف العشوائي لممارساتهم فهم يعتقدون أن مثل هذا التصنيف يقلل ويبسط معنى هذا الإيمان. يعظم شعب الأكها الطقوس الدينية في كل يوم من حياتهم كما أنهم يعظمون المحافظة على متانة أواصر الأسرة
كما ويرتبط عرقهم بديانتهم ارتباطًا قويًا. وقد قيل إنه كي يعتبرك شعب الأكها منهم ينبغي لك أن تمارس ديانتهم التي يمارسونها.
يعتبر شعب الأكها أن الأرز له روح كما للإنسان روح وبُعد هذه الأرواح عن الأرز أو الإنسان يسبب المرض.
يعرف الاحتفال الأكثر أهمية لشعب الأكها باحتفال الأرجوحة. يقام هذ الاحتفال سنويًا لمدة أربع أيام في أواخر شهر أغسطس في اليوم الثاني عشر بعد قيام أهل القرية ببذر الأرز. يسمي شعب الأكها الاحتفال باسم «يهكيوجا» وتترجم «تناول أرز أفضل» وهي عبارة تشير إلى الرغبة في زيادة جودة وعدد إنتاج هذه السنة عن السنة الفائتة من الأرز مجسدين الأمل بأن الأمطار الموسمية ستسقي بذور الأرز الجديدة.
تشمل أنشطة هذا الاحتفال طقوس تقديم قربان لأرواح أجداد العائلة في أضرحتهم الكائنة في القسم النسائي من المنزل. يتكون القربان من قطع من طعام مطبوخ وماء وويسكي الأرز. يعد هذ الاحتفال مهمًا للنساء على وجه الخصوص لأنهن سيقمن بعرض الملابس التي قضين العام بأكمله في حياكتها وبالظهور بأحسن حلة ليبينن للغير بأنهن كبرن وأصبحن مناسبات للزواج. ولأن النساء يلبسن أفضل ملابسهن التقليدية ويتحلين بالزينة ويقدمن رقصات وأهازيج شعبية لأهل القرية فإن احتفال الأرجوحة يعرف بأنه السنة النسائية الجديدة. أما السنة التقليدية التي تكون في أواخر شهر ديسمبر فتعرف بالسنة الرجالية الجديدة.
يهتم شعب الأكها اهتمامًا جمًا بعلم الأنساب. فهنالك عادة مهمة يقوم فيها الذكور وهي إعادة عد جميع أنسابهم من جهة الأب فيعودون إلى خمسون جيلًا إلى الوراء حتى يصلون إلى جد الأكها الأكبر «سم ماي أو»، وتقرأ هذه القائمة بطولها خلال أهم الاحتفالات. ويقال إن على جميع ذكور الأكها أن يفعلوا المثل. يلعب إعادة إحصاء الأنساب هذا دورًا في تحريمهم لزنى المحارم فعندما يجد الذكر والأنثى جد مشترك بينهم في الأجيال الست الأخيرة فلا يسمح لهم بالزواج.
يعتبر شعب الأكها إنجاب التوائم حدثًا مشؤمًا حيث تتعارض فيه الروح مع الإنسان. فيعتقد شعب الأكها أن الحيوانات وحدها القادرة على إنجاب أكثر من طفل ولذلك يعتبرون التوائم كوحوش. فقبل قرابة العشرين عامًا الماضية كانوا يقتلون التوائم فور ولادتهم. كما أنهم لا يسمحون للرجال اللذين أنجبت زوجاتهم توائمًا بالمشاركة في رحلات الصيد لفترة معينة.
انتشر المبشرين بين أفراد شعب الأكها انتشارًا ملحوظًا خاصةً في منتصف القرن العشرين. يعيش بعض الأكها النصارى في قرى نصرانية منفصلة يدعمها تمويل المبشرين. بالرغم من أن العديد من شعب الأكها يعتبرون مرتدين عن النصرانية بنظر المبشرين إلا أن قرابة 100٪ منهم يمارسون خليط بين المعتقدات النصرانية ودين الأكها التقليدي.

## الزي التقليدي
يعرف شعب الأكها غالبًا بملابسهم المميزة جدًا. تغزل نساء الأكها القطن إلى خيوط بمغزل يدوي وينسجنه على نول بدواسة للقدم. تصبغ الملابس بالنيل يدويًا. أما بالنسبة للباس التقليدي فترتدي النساء سراويلًا واسعة مع تنانير قصيرة سوداء وكيس صغير مطرز بالأبيض مصنوع من الفراء يدلى من مقدمة الحزام وسترة سوداء واسعة مطرزة بالكثير من الحلي. تعرف نساء الأكها بمهارتهن في التطريز. يرتدي شعب الأكها في العادة الملابس التقليدية في الاحتفالات الخاصة فقط إلا في حالة أهل القرى التي يأتي إليها الكثير من الزوار والقريبة من تايلاند بالتحديد فإنهم يرتدون ازيائهم التقليدية بالكامل في معظم الأحيان.

تعتبر أغطية الرأس التي يرتديها النساء من أروع الأجزاء في الزي التقليدي للأكها وأكثرها تفصيلًا. تعبر المرأة عن عمرها وحالتها الاجتماعية من خلال تصميم رداء الرأس. ففي حدود سن الثانية عشر تستبدل الأنثى غطاء رأسها الطفولي بآخر للفتيات. وبعد سنوات قليلة تبدأ بارتداء الجيجاو وهو وشاح مطرز يتدلى من الجزء الأمامي لتنورتها ليمنعها من الارتفاع عندما يهب النسيم. وخلال منتصف سن المراهقة تبدأ في ارتداء غطاء الرأس الخاص بالنساء البالغات. يزين غطاء الرأس مالكته ولذلك فإن كل غطاء يكون مميزًا بتصميمه عن الآخر. فالعملات المعدنية وفراء القردة وريش الدجاج المصبوغ هي بعض من الأشياء التي قد تستخدم لتزيين أغطية الرأس. كما وتختلف أغطية الرأس بين الجماعات الفرعية.

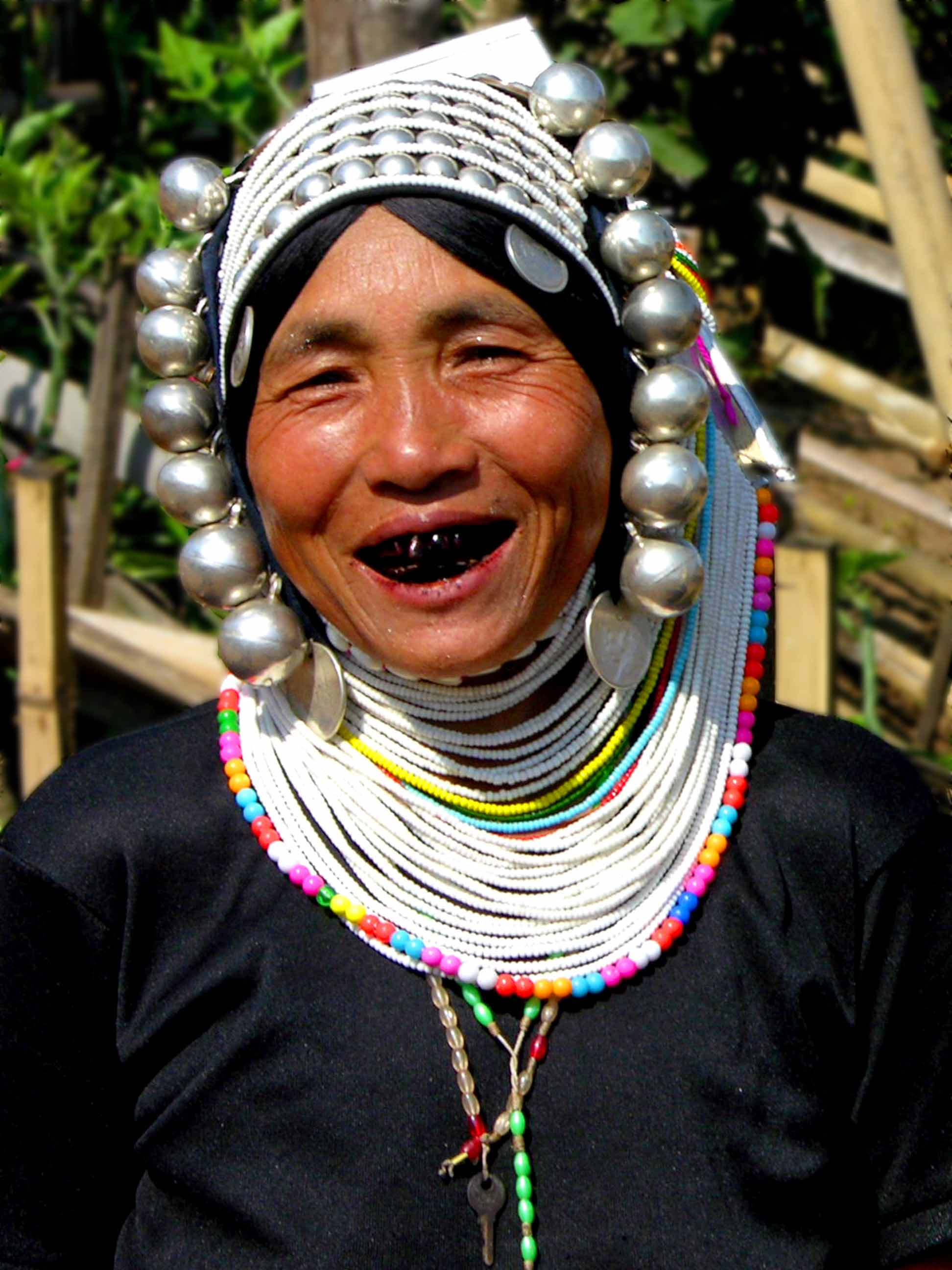
في بورما
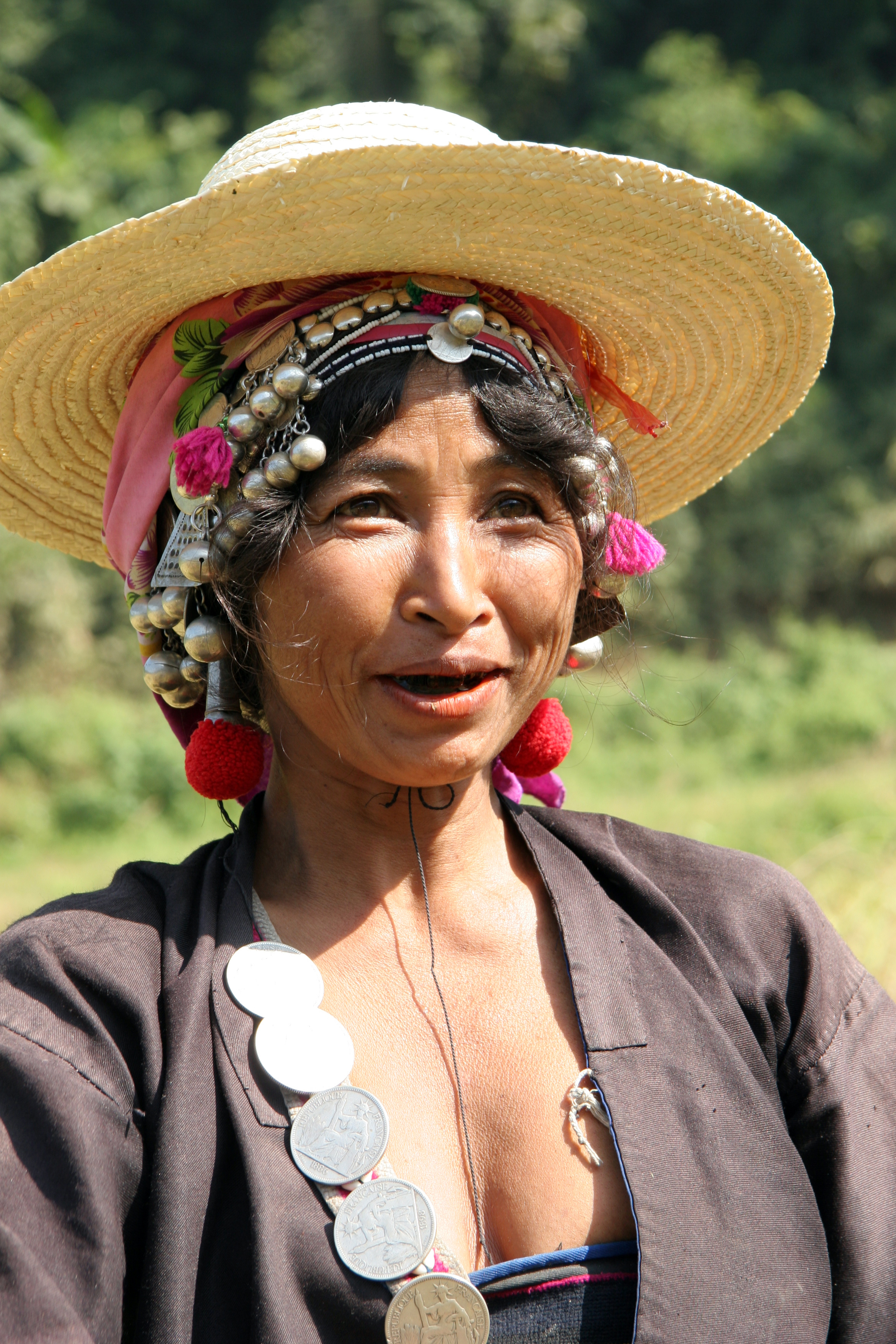
في لاوس
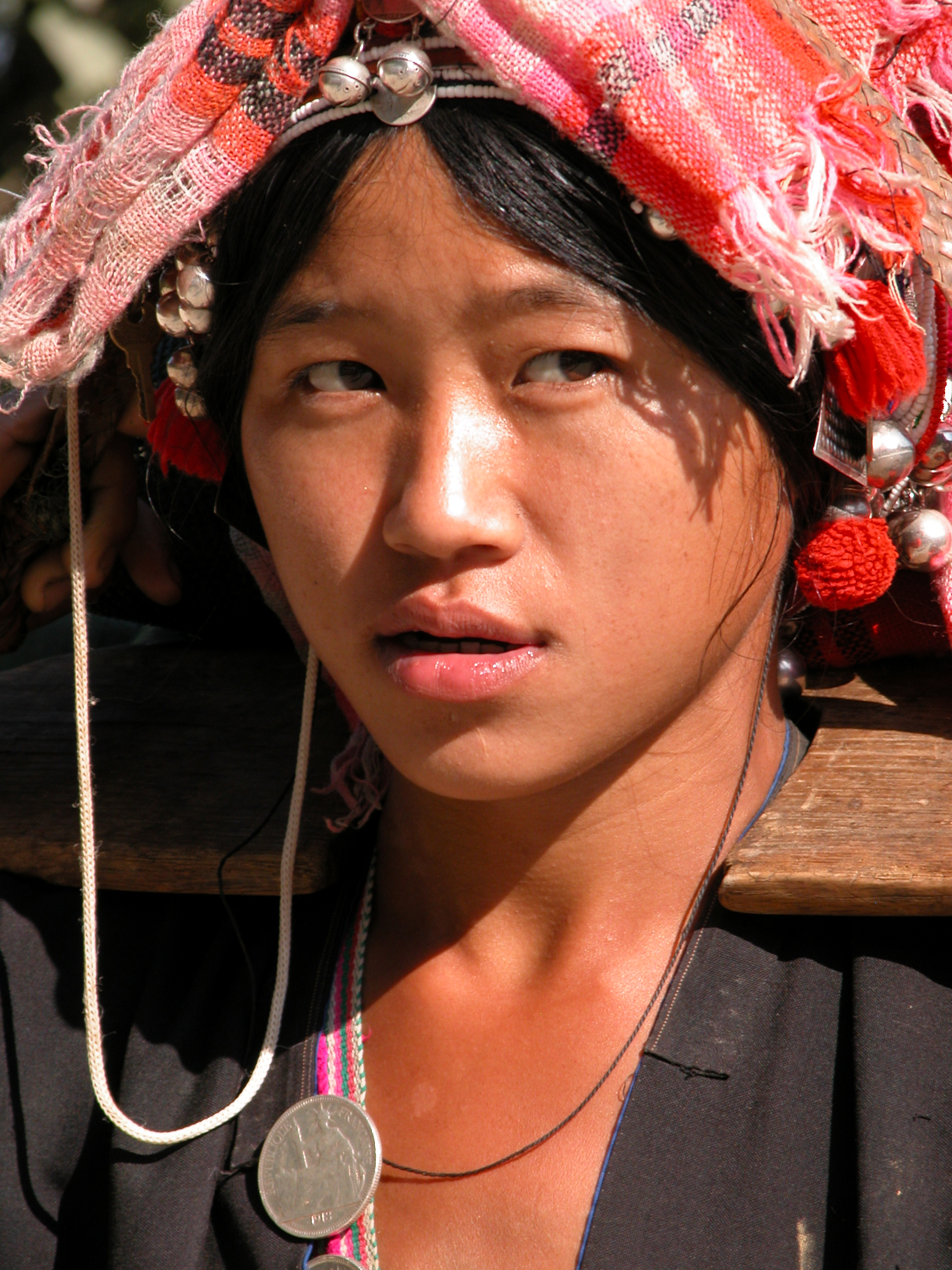
في لاوس
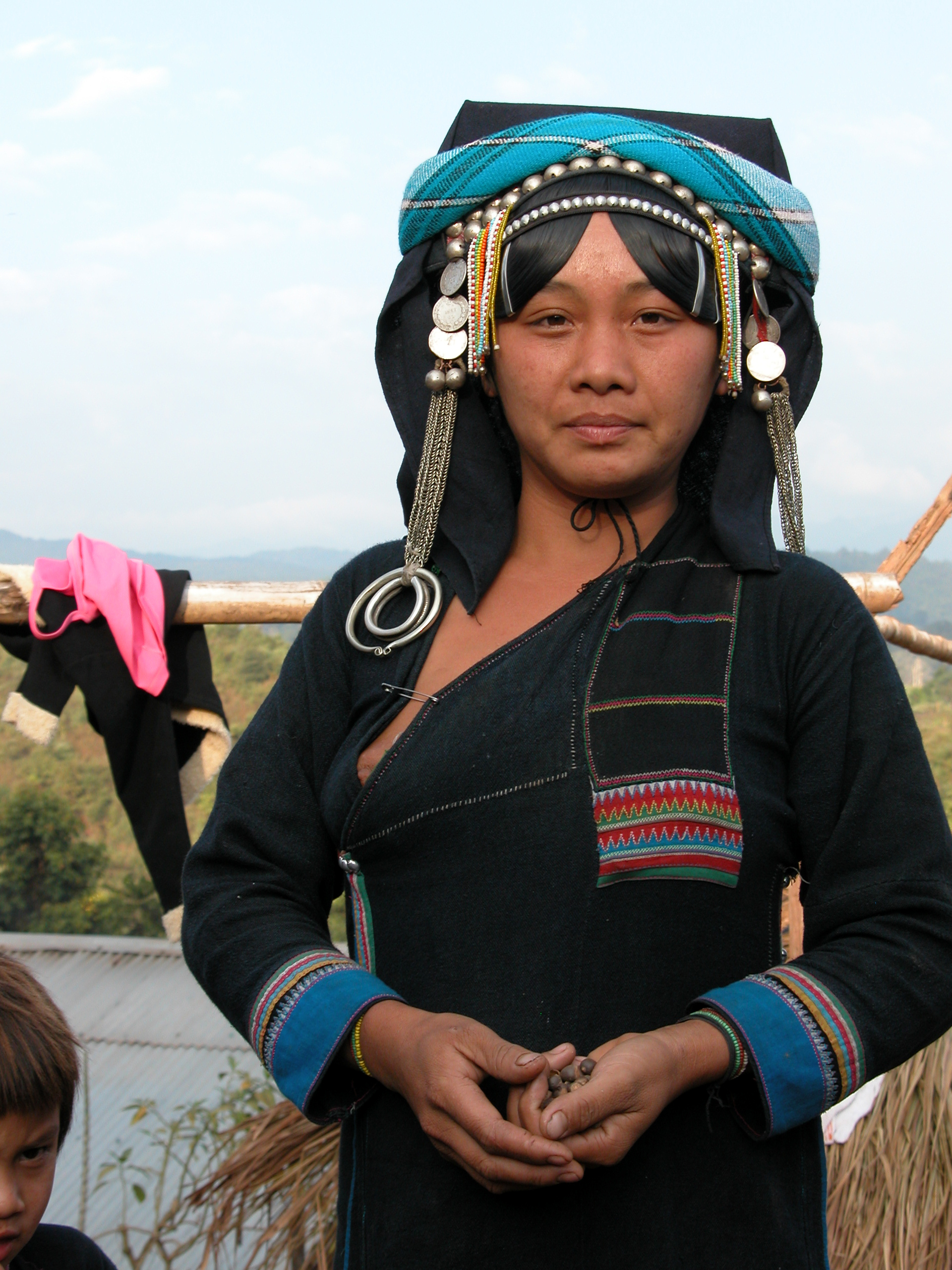
في لاوس
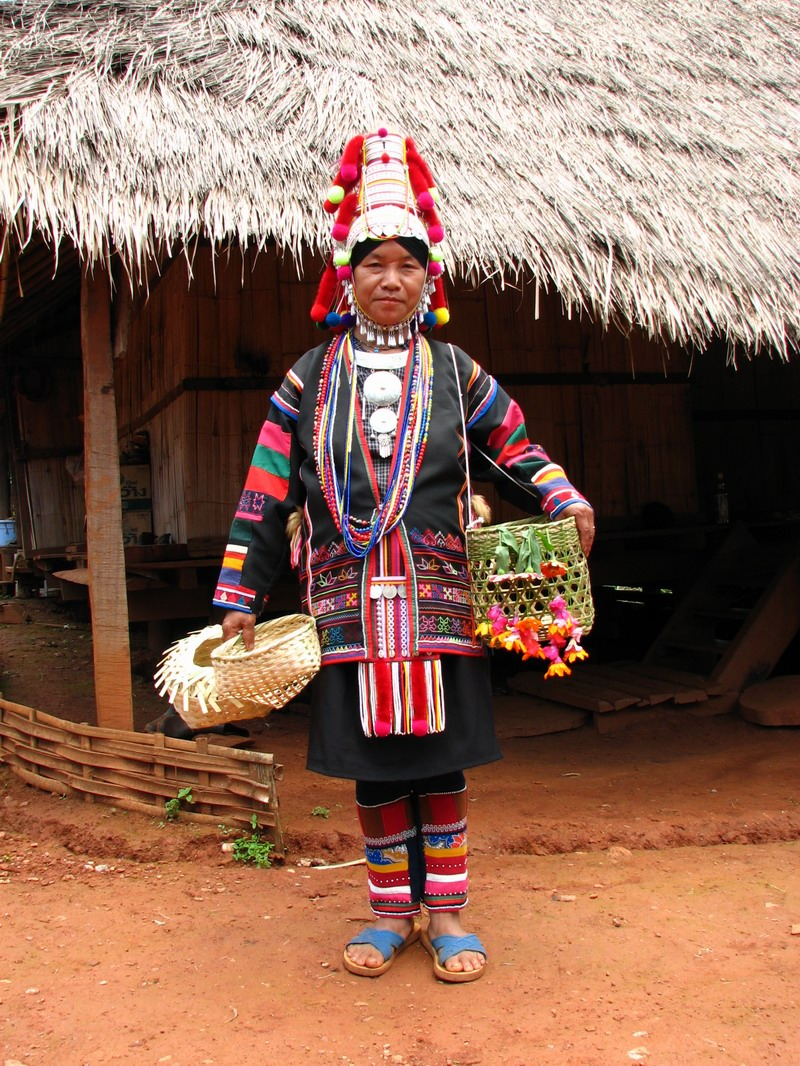
في تايلاند
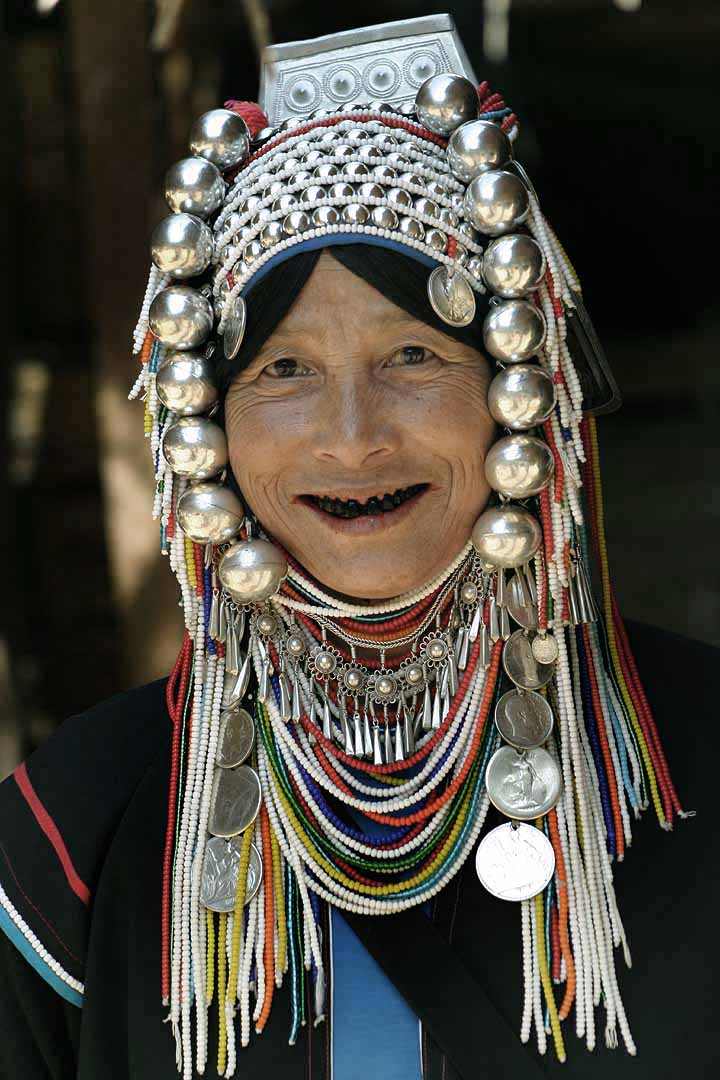
في تايلاند
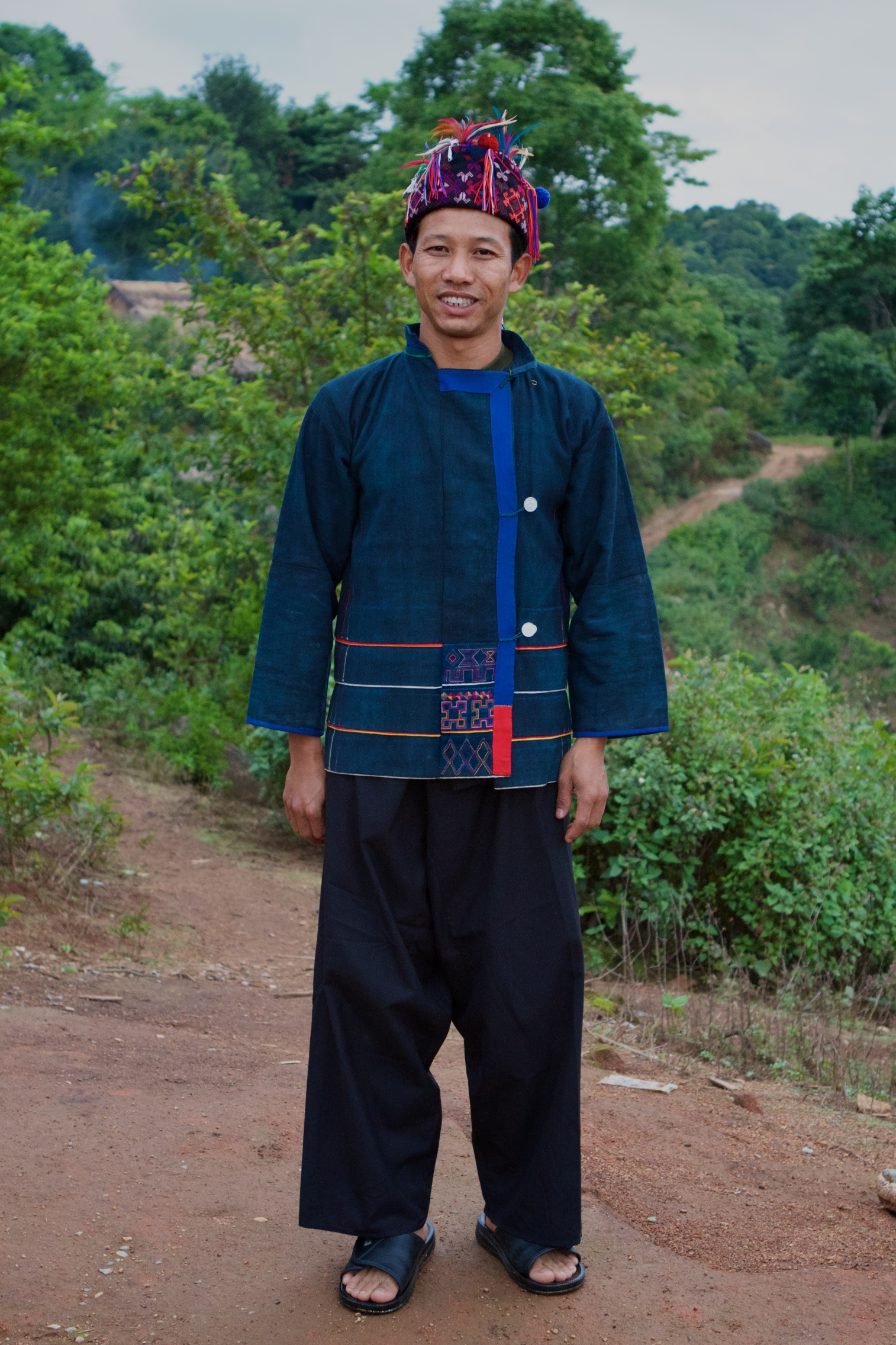
رجل من بان ماي تشاي تاي في تايلاند

## مطبخ الأكها
يعد أرز المناطق المرتفعة الطبق الأهم في مطبخ الأكها. وتأتي معظم مكوناتهم من الماشية التي يربونها أو المحاصيل التي يزرعونها أو يجلبونها من الغابات بجمعها أو بصيدها.

## الاقتصاد

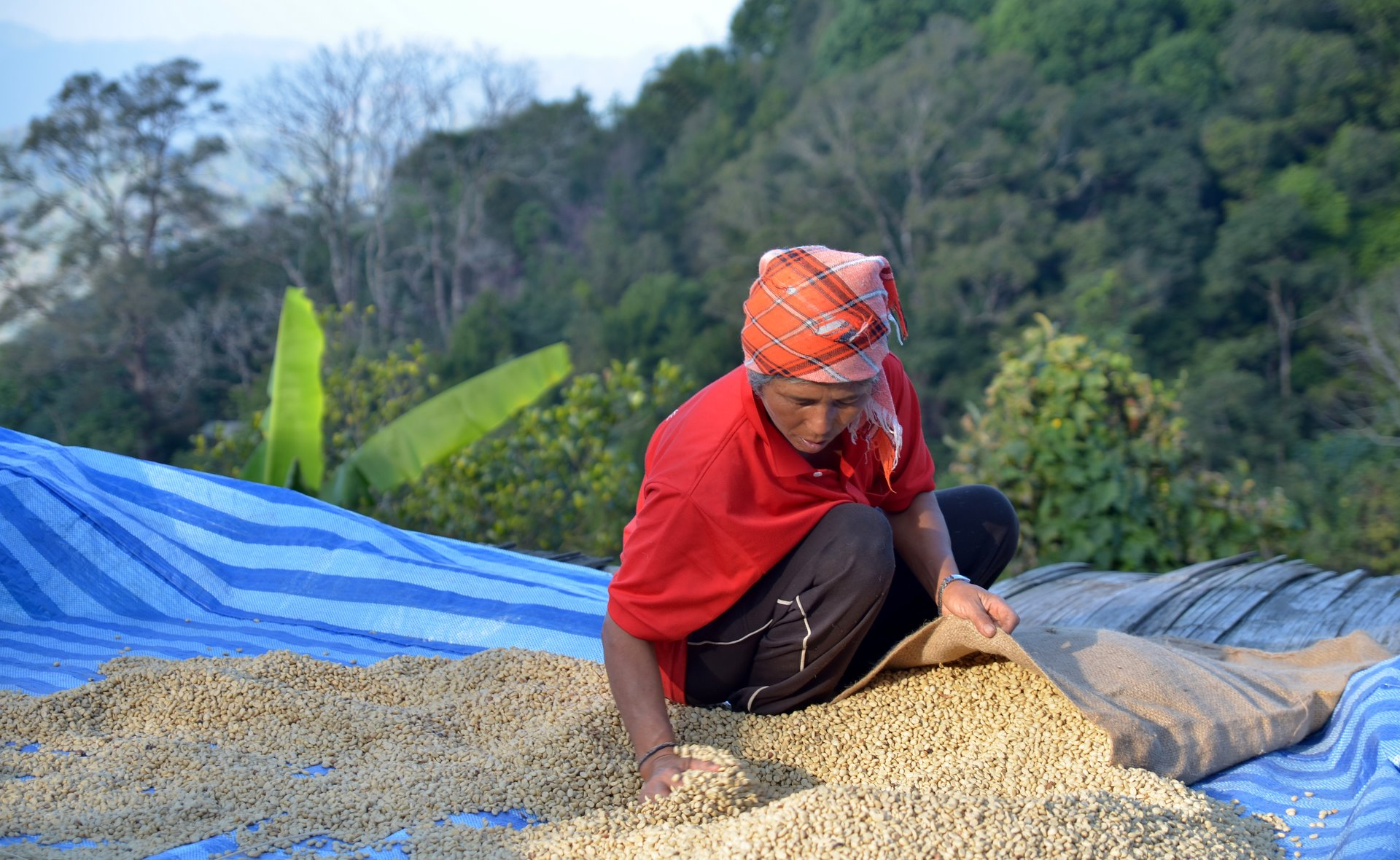
امرأة تعبي حبوب البن العربي في تايلاند

بالرغم من أن حياة شعب الأكها تقوم على زراعة الكفاف إلا أنهم لطالما شاركوا بالتجارة بمحاصيلهم الزراعية. كان محصول القطن والأفيون من المحاصيل النقدية الأساسية خلال القرن الماضي. أما حديثًا فظهرت محاصيل نقدية أخرى مثل الفلفل وحبوب الصويا والملفوف والطماطم. تشغل عائلة أو أكثر في القرية محلًا صغيرًا لبيع البضائع مثل السجائر والكاز (الكيروسين). يأتي التجار المتجولين من سكان السهول أو تلال يونان الصينية لشراء الماشية أو المحاصيل النقدية أو لبيع الأغطية وغيرها من البضائع.
يجد شعب الأكها أنفسهم يومًا بعد يوم في مجال التجارة السياحية سواء رغبوا بذلك أم لم يرغبوا وتحديدًا في السياحة البيئية. فيدفع السياح مبلغًا لقرى الأكها كي يسمح لهم برؤية ومشاركة شعب الإكها حياتهم اليومية وبالرغم من ذلك فإن غالبية ما يرونه يكون مصطنعًا. يرتدي القرويون ازيائهم ويأخذون مقابلًا من المال من السياح ليلتقطوا صورةً معهم. وبالإضافة لفتح قراهم لجولات السياح فإنهم يبيعون مصنوعاتهم اليدوية مثل السلال المصنوعة باليد وأزياء مماثلة لأزيائهم.

## الحقوق والمشاكل والأنشطة
تتصل المشكلة الأهم لشعب الأكها بأرضهم. علاقة الأكها بالأرض تتصل حتميًا باستمرارية ثقافتهم ولكنهم نادرًا ما يملكون أية حقوق بالحصول على أراض رسمية أو أراض تحددها لهم الحكومة أو مطالبات بحقوق ملكية الأراضي الشعبية. هذه المفاهيم المتعلقة بالأراضي على خلاف مع الدول القومية التي يحتل شعب الأكها أراضيها حاليًا. غالبية شعب الأكها هم مواطنون غير كاملين العضوية بالنسبة للدولة التي يقطنون أرضها فلذلك لا يسمح لهم قانونيًا بشراء الأراضي، كما أن غالبيتهم فقراء جدًا كي يفكروا حتى بشراء أرض.